# TGV

Logo TGV inOui

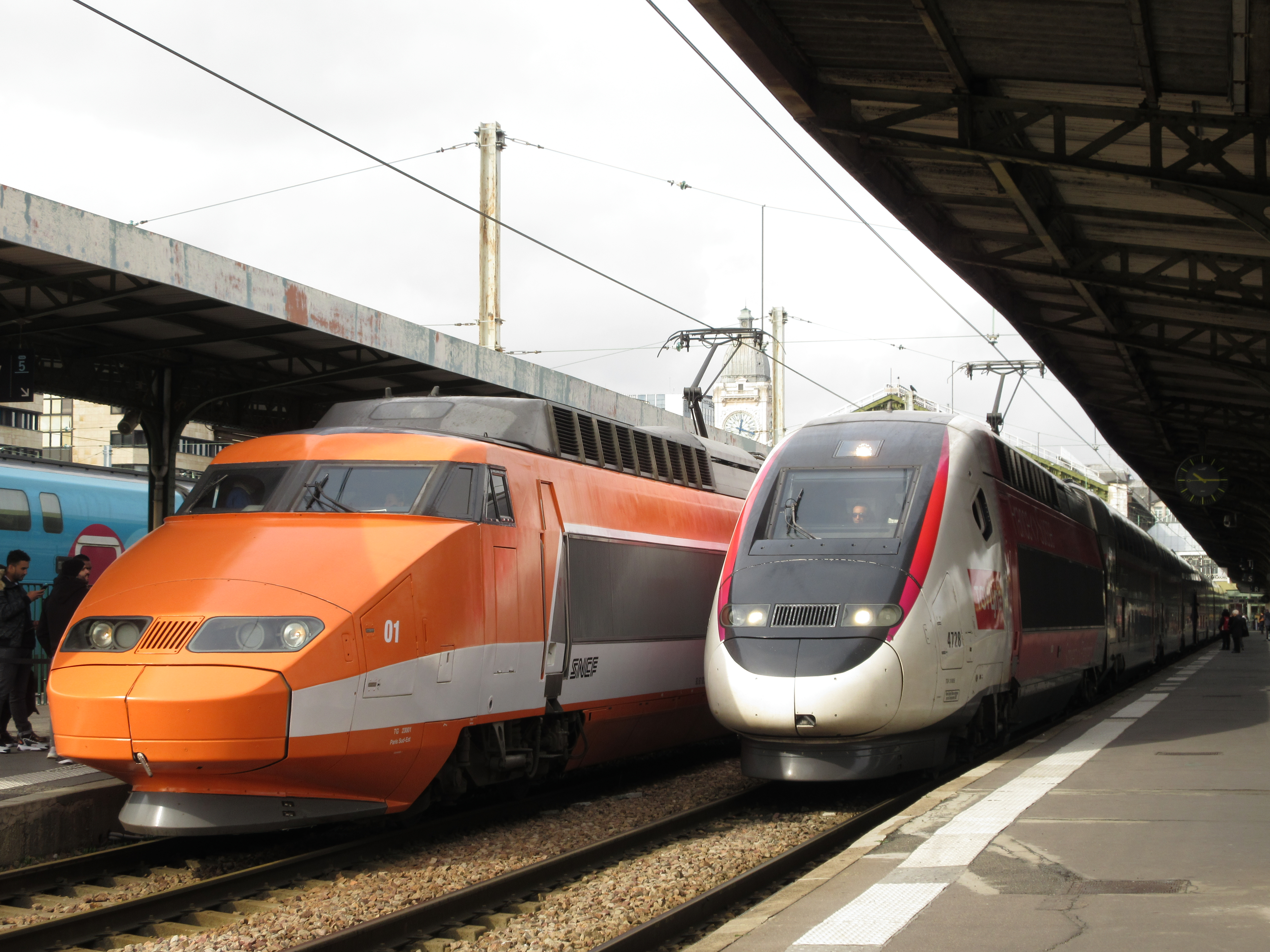
Due TGV alla stazione parigina di Gare de Lyon

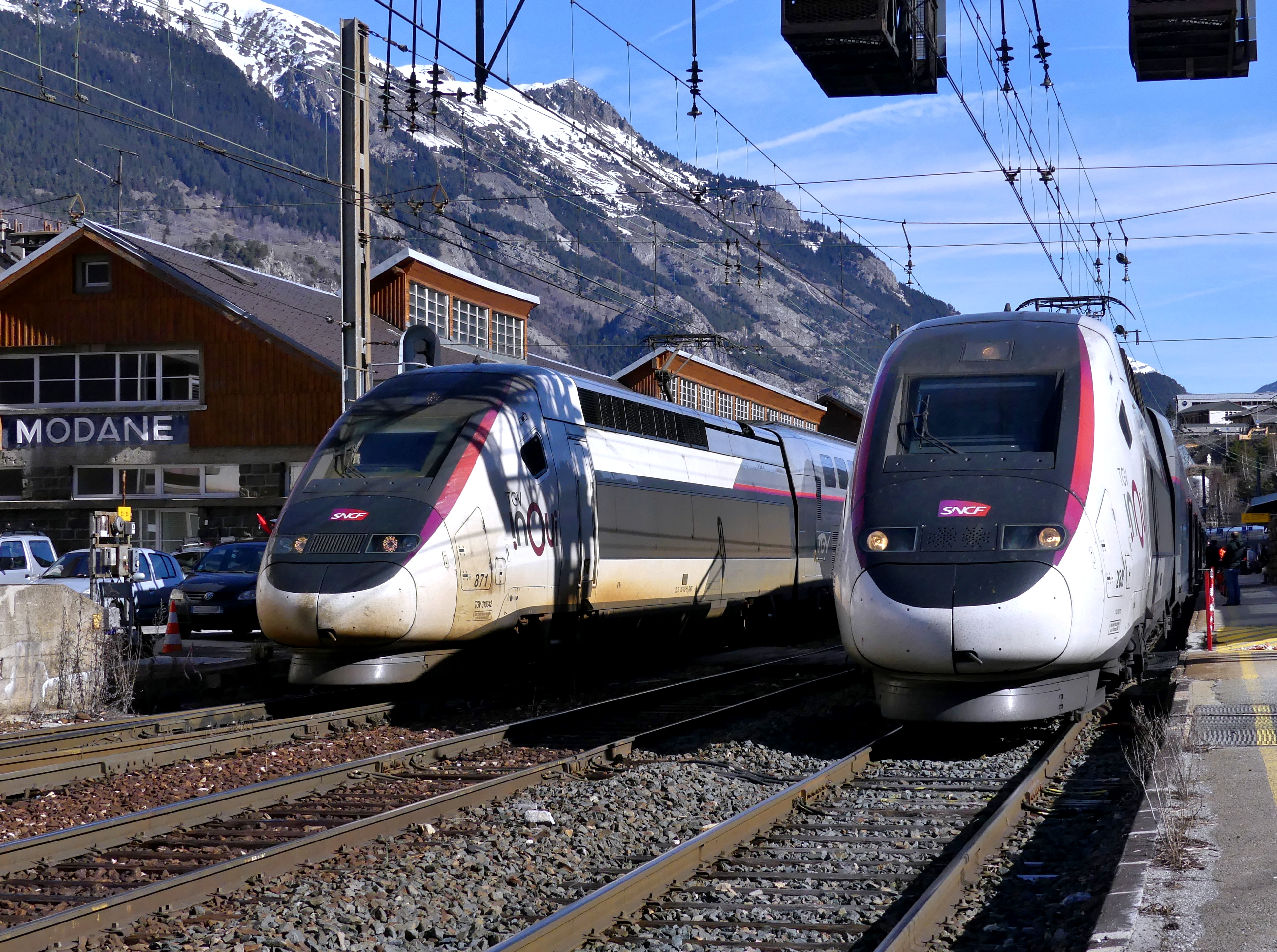
Due TGV in livrea inOui in sosta alla stazione di Modane

Con la sigla TGV, dal francese Train à Grande Vitesse (treno ad alta velocità), viene definita una famiglia di convogli a trazione elettrica di concezione francese, progettati dalla SNCF, Société nationale des chemins de fer français (Società nazionale delle ferrovie francesi), in collaborazione con la società costruttrice Alstom (GEC-Alsthom). Per traslazione, con il termine TGV si intende anche il servizio ferroviario ad alta velocità francese.
Il primo TGV è entrato in esercizio per la prima volta fra Parigi e Lione nel settembre 1981, sfruttando la prima tratta della nuova linea costruita fra Saint-Florentin e Sathonay-Camp, nei pressi di Lione.
TGV è un marchio depositato appartenente alla SNCF.
Il 28 novembre 2003 il sistema TGV ha festeggiato il primo miliardo di passeggeri trasportati dall'inaugurazione del servizio, nel settembre 1981.
Dal 2017 SNCF ha trasformato il marchio TGV in TGV inOui e aggiunto una nuova categoria di servizio "a basso costo", chiamata "Ouigo".
Nel 2013 ha superato la soglia di 2 miliardi di passeggeri cumulati dall'inizio del servizio.

## Storia
Nel 1960 un nuovo concetto venne portato dall'industria all'attenzione delle Ferrovie francesi: la realizzazione di una rete ad alta velocità costruita sulla base di tratte prive di pendenze e curve strette.
Questa proposta non era molto ben vista dal governo francese, che a quel tempo perseguiva la grandeur e teneva molto a caratterizzarsi con tecnologie uniche al mondo. Secondo i commissari governativi era preferibile investire le proprie risorse nell'Aérotrain, uno dei primi treni a levitazione operante su cuscino ad aria.
SNCF in quel periodo stava lavorando sulla costruzione di nuovi treni alimentati da turbine a gas di derivazione elicotteristica: il risultato di questi studi fu un prototipo denominato X4300 TGS (1967), poi evolutosi in un treno denominato ETG Turbotrain, entrato in servizio sulla tratta Parigi – Cherbourg nel marzo 1970.
Intanto, già nel 1964 la prima linea Shinkansen in Giappone aveva cambiato il mondo del trasporto ferroviario ottenendo un immediato successo tecnologico e di pubblico.
I francesi decisero quindi di portare avanti l'esperienza del Turbotrain, iniziando un progetto sinergico denominato "C03" per la costruzione di una rete ad alta velocità.
Lo sviluppo cominciò sulla base dell'X4300, che aveva una velocità operativa di 250 km/h insufficiente alla definizione di "alta velocità" richiesta da SNCF, che imponeva il raggiungimento dei 300 km/h.
Alstom (allora Alsthom-Atlantique) lavorò quindi con SNCF allo sviluppo di un nuovo prototipo di test con turbina a gas: il TGV 001.
Il TGV 001 era costituito da due motrici e tre carrozze (una di prima classe, una di strumentazione e una di seconda), in composizione bloccata, alimentati da due turbine da aviazione TURMO III (che vennero presto sostituite con le più potenti TURMO X) che producevano corrente per i motori elettrici. Questo sistema consentiva di ottenere potenze molto elevate mantenendo un peso estremamente ridotto.
I carrelli erano condivisi tra le due carrozze adiacenti (carrelli Jakobs), una scelta progettuale che caratterizzerà i TGV per tutta la loro storia e a cui è attribuita la grande stabilità di marcia del treno.
Il prototipo venne testato per oltre un milione di chilometri, raggiungendo velocità superiori ai 315 km/h e stabilendo il record di velocità per treni non elettrici l'8 dicembre 1972 con 318 km/h.
La crisi petrolifera del 1973 spinse i progettisti ad abbandonare la propulsione a combustibile in favore della trazione elettrica, meno legata alle fluttuazioni del costo delle risorse naturali grazie alla politica nucleare francese.
La crisi portò anche all'abbandono del progetto concorrente, l'Aerotrain, molto meno efficiente dal punto di vista energetico e in fase di sviluppo indubbiamente più arretrata.
La conversione del TGV richiedeva lo sviluppo, quasi da zero, di un nuovo sistema elettrico: le SNCF fornirono una vecchia motrice incidentata, la Z7115, che venne riparata, dotata di motori elettrici e riclassificata Z7001 col soprannome di Zébulon.
Su questo mezzo vennero sviluppati i nuovi carrelli motorizzati Y226, progenitori degli Y230 dei mezzi di serie. Zébulon fu usato come banco di prova per la trazione e il pantografo, e mise alla luce alcuni problemi che spinsero all'abbandono del freno magnetico e delle sospensioni pneumatiche inizialmente previste sul TGV001.
Zébulon venne testato per oltre un milione di chilometri, con una velocità massima di 309 km/h, dimostrando la bontà del lavoro svolto dai tecnici francesi.
In seguito a questa evidente dimostrazione di successo il governo francese prese il controllo del progetto e iniziò a finanziarlo, cominciando nel contempo la costruzione di una linea ad alta velocità tra Parigi e Lione destinata ai nuovi treni.
Alsthom aveva affidato lo styling del treno ad un noto designer inglese, Jack Cooper, allievo di Raymond Loewy, un architetto noto per i suoi lavori in ambito ferroviario.
A Cooper venne chiesto di creare "un treno che non sembrasse un treno".
Cooper arrivò quasi subito alla definizione dello stile esterno del treno, disegnando un musetto che è diventato l'icona del TGV e che è stato mantenuto per oltre 20 anni e 600 esemplari.
L'arredo interno invece gli diede molti problemi, a causa delle numerose richieste contrastanti e della necessità di rapportarsi a tecnologie nuove: si arrivò alla definizione solo nel 1976, appena in tempo per l'inizio della produzione.
Il 28 luglio 1978 i primi due prototipi uscirono dalla fabbrica di Belfort, con i nomi in codice di Patrick (TGV PSE.001) e Sophie (TGV PSE.002). Mostrarono subito dei grossi problemi ai carrelli, che trasferivano troppe vibrazioni alla cassa in acciaio e si dimostravano instabili ad alta velocità.
Il primo problema venne risolto con l'inserimento di supporti antivibranti in gomma tra il carrello e il perno, mentre con l'apertura della nuova linea diretta specifica per il TGV il problema dell'instabilità si risolse da solo.
Il 25 aprile 1980 venne consegnato ufficialmente il primo treno per la messa in servizio, il TGV PSE.003.
Il 26 febbraio 1981, nel corso di una missione pubblicitaria, il TGV PSE.016 ottenne il record di velocità ferroviaria (381 km/h) senza danneggiare la linea, come era invece accaduto per il record precedente del 1955 effettuato con locomotive elettriche tradizionali. Intanto altri 87 TGV erano pronti alla consegna.
Il servizio TGV venne inaugurato ufficialmente dal presidente François Mitterrand il 22 settembre 1981 e divenne pienamente operativo il 27 settembre.
Le motrici del TGV 001 prototipo (noto come Turbotrain Experimental à Grande Vitesse) sono oggi esposte a Bischheim, vicino a Strasburgo.

## Tecnologia

### Concezione
La particolarità del TGV è di essere costituito da un convoglio articolato, composto di carrozze appoggiate su carrelli in comune tra due vagoni affiancati, escluse le testate motrici che sono dotate ciascuna di una propria coppia di carrelli.
Questa disposizione presenta numerosi vantaggi:
- per il consumo energetico, questa disposizione ha permesso di abbassare il centro di gravità del convoglio e migliorare la penetrazione aerodinamica grazie al muso affusolato;
- per il comfort, nessun viaggiatore si trova a viaggiare sul perno del carrello del treno;
- per la sicurezza, il convoglio articolato ha un comportamento migliore in caso di deragliamento; i treni normali in questi casi hanno la tendenza a disarticolarsi.

Il principale svantaggio risiede nell'impossibilità di "smembrare" l'assieme così costituito e nella necessità di disporre di gru particolarmente potenti nelle officine di riparazione per sollevare le carrozze durante le operazioni di manutenzione.
Quando viaggia sui binari classici, il TGV è perfettamente compatibile con le infrastrutture esistenti se non per l'evidente obbligo di elettrificazione della linea (sebbene venga utilizzato anche su tratte di rete non elettrificata, accoppiato con motrici diesel).
Dalla serie Réseau in poi tutti i treni sono interamente pressurizzati.

### Motorizzazione

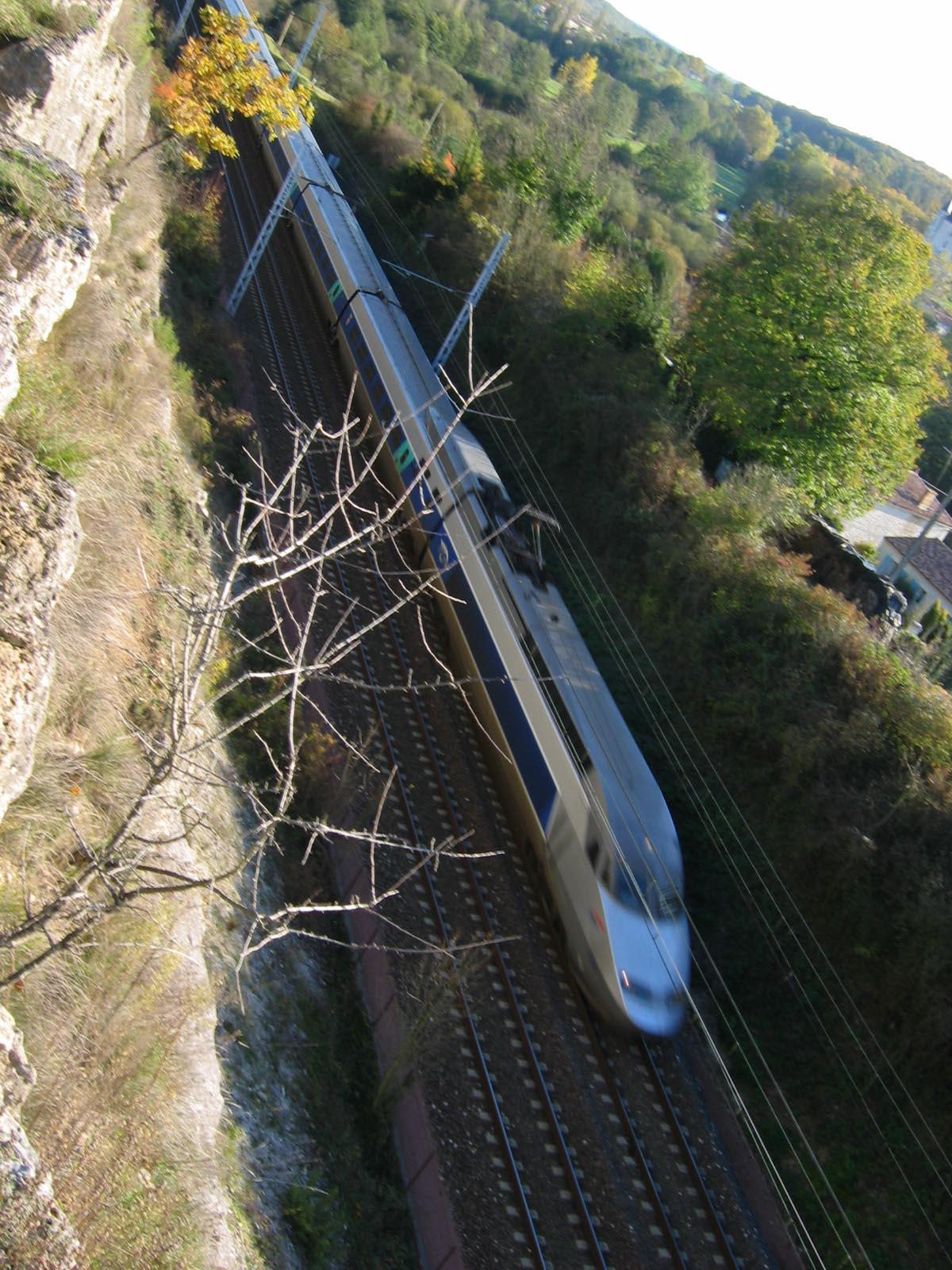
TGV Réseau in direzione di Parigi su linea classica adeguata (Mouthiers sur Boëme, Charente, Francia)

I primi TGV funzionavano con motori in corrente continua alimentati da raddrizzatori reversibili.
Alla fine degli anni ottanta, lo sviluppo dell'elettronica di potenza permise di sostituire i motori in corrente continua con motori sincroni alimentati da inverter a tiristori (1988) ed in seguito con inverter a IGBT.
L'utilizzo di motori sincroni presenta diversi vantaggi:
- motore più semplice e più leggero a parità di potenza erogata:
  - TGV PSE: 12 motori a corrente continua da 535 kW pesanti ognuno 1560 kg
  - TGV A (Atlantique): 8 motori da 1100 kW pesanti ognuno 1450 kg
- potenza di avviamento elevata (1150 kW/motore per TGV A)
- assenza di spazzole e dei relativi collettori (nessun problema di commutazione e manutenzione ridotta)
- gli inverter utilizzati per alimentare i motori in alternata presentano un fattore di potenza migliore dei raddrizzatori utilizzati per pilotare i motori in corrente continua. Il fattore di potenza di un convoglio TGV PSE è sempre inferiore a 0,8 mentre quello di un TGV A è superiore a 0,95.

I motori sincroni sono più costosi e necessitano di maggior manutenzione rispetto a quelli asincroni. Per questo motivo, dalla metà degli anni novanta quasi tutti i veicoli prodotti o riqualificati utilizzano motori asincroni alimentati da inverter a IGBT. Questo tipo di motorizzazione è installata sul TGV Nord e sull'Eurostar.

### Circuiti elettrici di comando
A partire dal TGV A la gestione del convoglio è automatizzata attraverso una rete di computer interconnessi. Il sistema di controllo, battezzato TORNAD (TOken Ring Network Alstom Device), è composto da 18 elementi (computer).

### Segnalamento
L'elevata velocità dei treni sulle linee francesi LGV (Ligne à Grande Vitesse, linea ad alta velocità) rende impossibile il rispetto del normale segnalamento luminoso, perché non dà al macchinista il tempo di reazione necessario per adeguarsi alle prescrizioni fornite dai segnali. Si rende quindi necessaria l'adozione di un sistema di segnalamento automatico speciale chiamato TVM (Transmission Voie-Machine, trasmissione binario-macchina), simile al sistema italiano SCMT. Con questo tipo di segnalamento, caratterizzato dall'assenza dei tradizionali segnali a lato del binario, le informazioni vengono trasmesse in modo continuo ai treni con impulsi elettrici inviati attraverso i binari e visualizzate direttamente sul cruscotto della motrice. Questo sistema, nonostante l'elevato livello di automazione, non si sostituisce al macchinista, ma interviene automaticamente con la frenatura di emergenza solo nei casi in cui non vengono rispettate le indicazioni fornite.
Altre informazioni di tipo discontinuo vengono trasmesse al treno tramite un accoppiatore induttivo installato sotto la motrice del convoglio e una spira posta a terra tra le rotaie.

Indicatore di passaggio tra due sezioni di blocco successive su una linea ad alta velocità francese

Ogni linea è divisa in sezioni di blocco lunghe in media circa 1500 m, i cui confini sono segnalati da tabelle indicatrici blu con un triangolo giallo poste a lato del binario. Sul cruscotto vengono visualizzate le velocità massime ammesse nella sezione di blocco attualmente impegnata e in quella successiva in funzione delle condizioni della linea nelle sezioni più avanti. La velocità massima è condizionata da diversi fattori, come la vicinanza dei treni che precedono quello interessato (la velocità ammessa decresce progressivamente con l'avvicinamento alla coda del treno precedente), la presenza di deviatoi e di eventuali tratti con limitazioni di velocità, la velocità massima che il convoglio può raggiungere e la distanza dal termine della "linea ad alta velocità" (LGV). Poiché alle alte velocità i treni non sono in grado di fermarsi all'interno della sezione di blocco che stanno percorrendo, ai macchinisti viene richiesto di rallentare gradualmente parecchie sezioni di blocco prima del luogo di fermata desiderato.
Esistono due versioni del sistema di segnalamento TVM: TVM-430 e TVM-300. La prima, più recente, è stata dapprima installata sulla LGV Nord dal Tunnel sotto la Manica al Belgio, e fornisce un maggior numero di informazioni rispetto alla precedente. Fra i suoi vantaggi c'è la possibilità per il computer di bordo di generare una curva di controllo continuo della velocità in caso di frenatura, fornendo progressivamente al macchinista i valori di velocità da raggiungere per effettuare la frenatura in modo sicuro ed efficiente. In caso di mancato rispetto di queste indicazioni da parte del macchinista il sistema fa intervenire la frenatura di emergenza.
Il sistema di segnalamento è normalmente di tipo permissivo: il macchinista può cioè entrare in una sezione di blocco occupata senza dover ottenere un'autorizzazione preventiva a condizione di limitare la velocità a 30 km/h, pena l'attivazione automatica della frenatura di emergenza se il treno supera i 35 km/h. L'autorizzazione all'ingresso nella sezione di blocco occupata deve invece essere richiesta tassativamente quando sul cruscotto compare l'indicazione NF (Non Franchissable, non oltrepassabile); in questo caso il macchinista si deve rivolgere al PAR (Poste d'Aiguillage et de Régulation, posto di manovra deviatoi e di regolazione del traffico) prima di proseguire. Una volta che il percorso si è liberato, o che il PAR ha concesso l'autorizzazione, si accende sul cruscotto del treno una luce bianca. Il macchinista deve allora effettuare il riconoscimento dell'autorizzazione premendo un bottone sul pannello di controllo che disabilita la frenatura di emergenza, che altrimenti interverrebbe al passaggio del treno sulla spira posta tra le rotaie in corrispondenza del punto non oltrepassabile.
Tra le rotaie, all'entrata e all'uscita dei treni dalle tratte LGV, sono presenti spire che predispongono automaticamente gli apparecchi del cruscotto del treno che vi transita sopra secondo il sistema di segnalamento appropriato, cioè TVM sulle linee dedicate all'alta velocità o KVB (Contrôle Vitesse par Balise, controllo di velocità a boa) sulle linee tradizionali.

### Nuove linee
Questo treno sfrutta linee dedicate (le linee ad alta velocità) con raggi di curvatura minimi di 4.000 m, che consentono velocità nell'ordine dei 300 km/h. L'armamento è di tipo pesante, con rotaie di tipo UIC-60.
Anche il segnalamento con ripetizione a bordo è specifico per questi treni e consente attualmente una velocità di 320 km/h sulle linee più moderne (LGV Est e in alcuni tratti del LGV Méditerranée), protette con reti per evitare scontri con animali e prive di passaggi a livello.
I principali ostacoli all'incremento delle velocità commerciali sono oggi:
- la frenatura, che diventa problematica a partire dai 350 km/h a causa dell'elevata energia da dissipare;
- la resistenza aerodinamica, proporzionale al quadrato della velocità, che ha un'incidenza sul consumo energetico;
- il rumore, che aumenta con la velocità e che è oggetto di sempre più severe regolamentazioni;
- in minore misura, la captazione di corrente dalla linea aerea e il contatto ruota-rotaia.[senza fonte]

Il TGV può percorrere anche le linee tradizionali alla velocità massima consentita sulla tratta interessata, fino a 220 km/h secondo il tracciato e il segnalamento.

### Manutenzione
L'insieme del parco TGV, per le operazioni di manutenzione ordinaria, ha richiesto l'organizzazione di officine situate in prossimità delle stazioni principali della linea; perciò, lungo la tratta del TGV Parigi-Sud-Est si susseguono le officine di Villeneuve-Saint-Georges e Parigi-Conflans, su quella del TGV Atlantico l'officina di Châtillon e su quella del TGV Nord le officine di Landy a Saint-Denis.
L'Est della Francia è stato oggetto in passato di un importante traffico ferroviario commerciale, in particolare di carbone e ferro, che oggi è fortemente diminuito. Nonostante ciò, vi sono ancora alcuni insediamenti industriali della SNCF, come l'importante centro di manutenzione per i TGV dedicato alle grandi revisioni periodiche, che si trova a Bischheim, nei pressi di Strasburgo. I treni diretti a Bischheim vengono instradati sulle linee classiche tra Parigi e Strasburgo, vuoti, nel periodo notturno in cui gli altri treni non circolano.
La manutenzione delle linee ad alta velocità usate dai TGV è molto onerosa per SNCF, visto l'intenso traffico sostenuto. Per ovviare a questo problema nel 1988 venne messa in servizio una carrozza speciale, soprannominata Mélusine. Questa carrozza viene inserita nella composizione di un normale TGV ed è in grado di effettuare una diagnostica completa della linea durante una corsa di servizio. È compatibile con tutte le versioni di TGV e in sole due settimane può effettuare un controllo di tutta la rete. È dotata di una cabina di osservazione rialzata per permettere l'esame visivo del comportamento dei pantografi nelle corse di prova dei nuovi prototipi e al suo interno sono disponibili spazi cablati per l'installazione di apparecchiature particolari destinate ai test. Questa carrozza è facilmente distinguibile dalle altre anche grazie alla livrea grigio antracite-argento. Dal 2006 Infra (il gestore dell'infrastruttura ferroviaria francese) ha a disposizione un convoglio completo per le prove in linea, chiamato IRIS 320, realizzato tramite la modifica di un TGV Reseau.

## Le evoluzioni del TGV
Al 2010, circa 560 TGV sono in servizio nel mondo, la maggior parte dei quali con la SNCF (440 treni) o per le sue filiali internazionali (35 treni):
- TGV 001:
- TGV Sud-Est: in servizio dal 1981, rinnovati tra il 1998 e il 2001
- TGV postal: in servizio dal 1983
- TGV Atlantique: in servizio dal 1989, rinnovati nel 2006-2009
- TGV Réseau: in servizio dal 1993
  - TGV PBA tricourant Thalys
- TGV TMST Transmanche super train o Eurostar : in servizio dal 1994
- TGV PBKA quadricourant Thalys
- a 2 livelli (Duplex)
  - TGV Réseau Duplex:
  - TGV Duplex: in servizio dal 1996
  - TGV Dasye Duplex: (Duplex asynchrone ERTMS) 49 in servizio dal 2007
  - TGV Dasye OUIGO:
  - TGV 2N2 EuroDuplex: (Duplex nouvelle génération) consegne a partire dal secondo semestre del 2009
- TGV POS (Paris-Ostfrankreich-Süddeutschland : Paris - Est de la France - Allemagne du Sud) in servizio dal 10 giugno 2007
- Acela Express
- AVE S-100
- AVE S-101
- KTX-I

T=testata; Ra=Rimorchiata di accoppiamento; R=Rimorchiata; 1=prima classe, 2= seconda classe, p=postale, B=bar
| Tipo                             | Anni di costruzione | Convogli costruiti | Formazione                                                 | Potenza  | Osservazioni | Foto |
| -------------------------------- | ------------------- | ------------------ | ---------------------------------------------------------- | -------- | --- | ---- |
| TGV PSE bicorrente               | 1978 – 1985         | 98                 | T-Ra1-R1-R1-B-R2-R2-R2-Ra2-T                               | 6400 kW  | il convoglio 70 è stato ritirato dopo l'incidente di Voiron il n. 38 è stato convertito in postale il n. 88 è usato come treno di test livrea arancione, poi argento-blu |      |
| TGV PSE tricorrente              | 1978 – 1988         | 9                  | T-Ra1-R1-R1-B-R2-R2-R2-Ra2-T                               | 6400 kW  | più un nuovo convoglio proveniente da uno bicorrente trasformato livrea arancione, poi argento-blu                                                                       |      |
| TGV La Poste bicorrente          | 1978 – 1985         | 3                  | T-Rap-Rp-Rp-Rp-Rp-Rp-Rp-Rap-T                              | 6400 kW  | 3 convogli suddivisi in 6 semiconvogli, più un semiconvoglio costruito a parte livrea gialla                                                                             |      |
| TGV Atlantique bicorrente        | 1988 – 1992         | 105                | T-Ra1-R1-R1-B-R2-R2-R2-R2-R2-Ra2-T                         | 8800 kW  | 8 esemplari dotati di accoppiamento per traino con motrici diesel livrea argento-blu TGV301: livrea bianca-blu                                                           |      |
| TGV Réseau bicorrente            | 1993 – 1996         | 49                 | T-Ra1-R1-R1-B-R2-R2-R2-Ra2-T                               | 8800 kW  | il treno numero 502 è stato ritirato dopo l'incidente di Bierne il 534 è stato trasformato in treno di test livrea argento-blu                                           |      |
| TGV Réseau tricorrente           | 1993 – 1996         | 30                 | T-Ra1-R1-R1-B-R2-R2-R2-Ra2-T                               | 8800 kW  | livrea argento-blu |      |
| TGV TMST tricorrente (Eurostar)  | 1993 – 1994         | 38                 | T-Ra2-R2-R2-R2-R2-B-R1-R1-R1- R1-R1-R1-B-R2-R2-R2-R2-Ra2-T | 12200 kW | (SNCF 16, BR 11, SNCB 4, NOL 7) livrea bianca-gialla-nera |      |
| TGV PBA tricorrente (Thalys)     | 1996                | 10                 | T-Ra1-R1-R1-B-R2-R2-R2-Ra2-T                               | 8800 kW  | livrea rossa |      |
| TGV PBKA quadricorrente (Thalys) | 1996 – 1997         | 17                 | T-Ra1-R1-R1-B-R2-R2-R2-Ra2-T                               | 8800 kW  | (SNCF 6, NS 2, SNCB 7, DB 2) livrea rossa, musetto arrotondato |      |
| TGV Duplex                       | 1996 – 1998         | 30                 | T-Ra1-R1-R1-B-R2-R2-R2-Ra2-T                               | 8800 kW  | livrea bianca-argento-blu |      |
| TGV Duplex                       | 2001 – 2002         | 19                 | T-Ra1-R1-R1-B-R2-R2-R2-Ra2-T                               | 8800 kW  | livrea bianca-argento-blu |      |
| TGV POS tricorrente              | 2004 – ?            | 19                 | T-Ra1-R1-R1-B-R2-R2-R2-Ra2-T                               | 9600 kW  | livrea argento-blu |      |

Sulla base del "progetto TGV" vennero proposte numerose varianti.
Negli anni novanta si scelse di non proseguire sulla filosofia del TGV per passare all'Automotrice à grande vitesse (AGV), un treno ad alta velocità ma con propulsione a potenza distribuita, come i Pendolino italiani. Questa decisione portò all'abbandono degli studi relativi al nuovo TGV-NG (Nouvelle Génération) che inizialmente doveva essere un veicolo a due piani, poi trasformato in monopiano prima della cancellazione del progetto.
Sul finire degli anni novanta venne proposta la costruzione di una nuova famiglia di treni alta velocità, gli MX100. Non videro mai la luce come treni reali, ma i modelli vennero utilizzati come treni prova per studi di aerodinamica avanzata.
Nel 1996 dalla struttura del TGV venne derivato il KTX I, destinato alla linea veloce coreana Seul-Pusan. Pur avendo il musetto differente, l'influenza tra i due mezzi è evidente.
Nel 1998 venne presentato un prototipo di TGV a cassa oscillante, denominato P-01, ottenuto dalla modifica del TGV PSE 101. In realtà solo le motrici erano dotate di carrelli basculanti, mentre le carrozze mantenevano il tradizionale carrello articolato fisso.

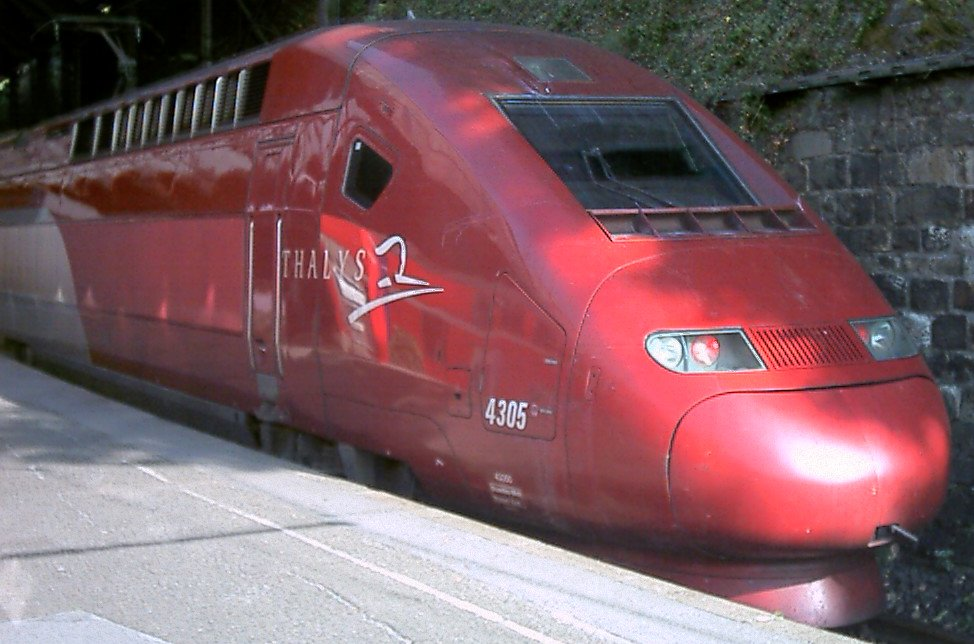
Una motrice Thalys in sosta alla stazione tedesca di Aquisgrana, presso il confine belga
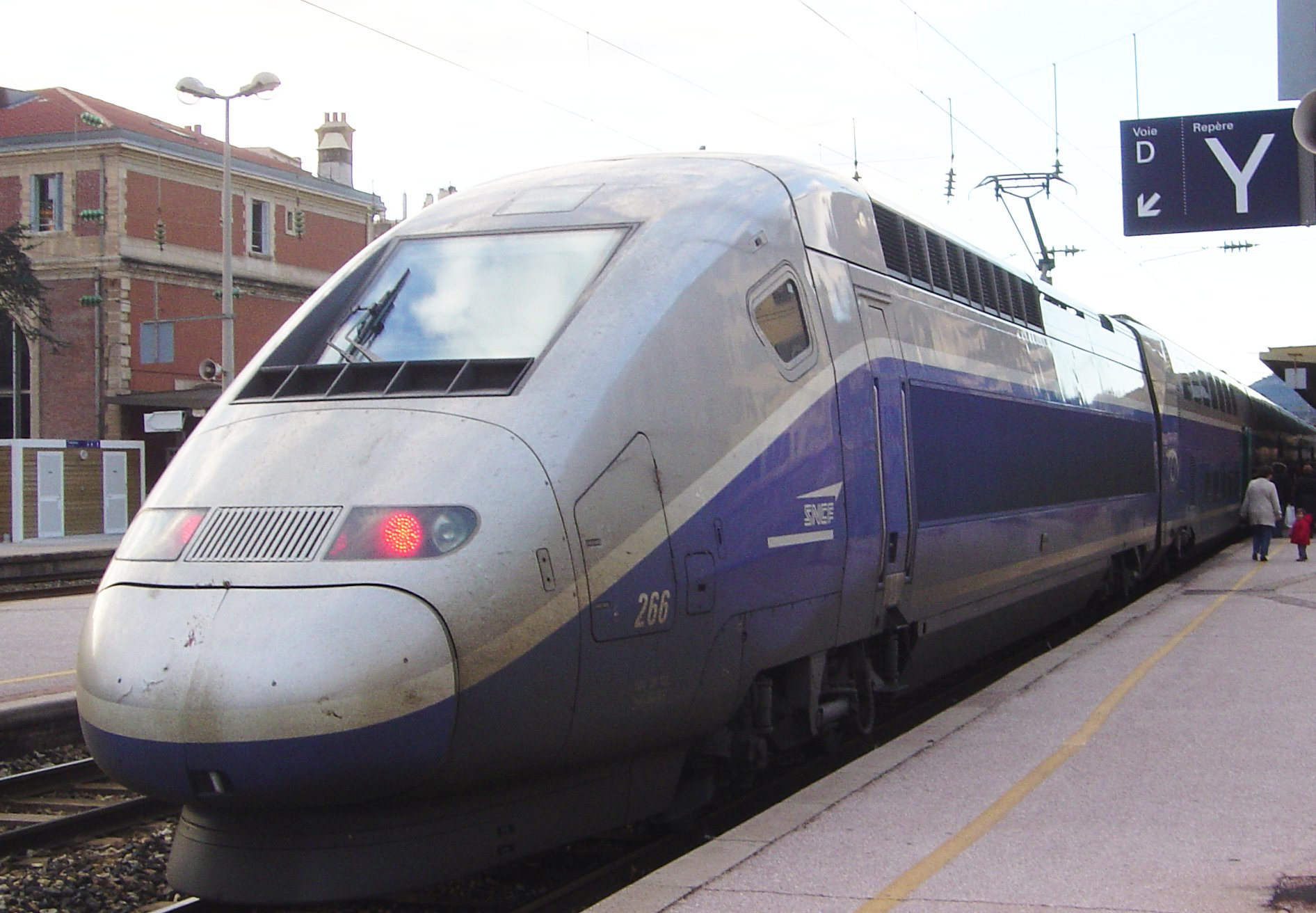
Motrice del TGV Duplex

## Città servite
I collegamenti TGV sfruttano le nuove linee su parte del loro percorso e continuano sulla rete tradizionale per distanze anche lunghe, comprese quelle di paesi confinanti con la Francia. Per lo più si tratta di collegamenti radiali che partono da Parigi o vi arrivano. I TGV collegano più di 100 stazioni in Francia, di cui otto nell'Île-de-France e più di trenta all'estero.
Gli assi più importanti (es.: Parigi – Lione, Parigi – Marsiglia, Parigi – Lilla, Parigi – Nantes e Parigi – Strasburgo), hanno orari cadenzati.

### Collegamenti nazionali

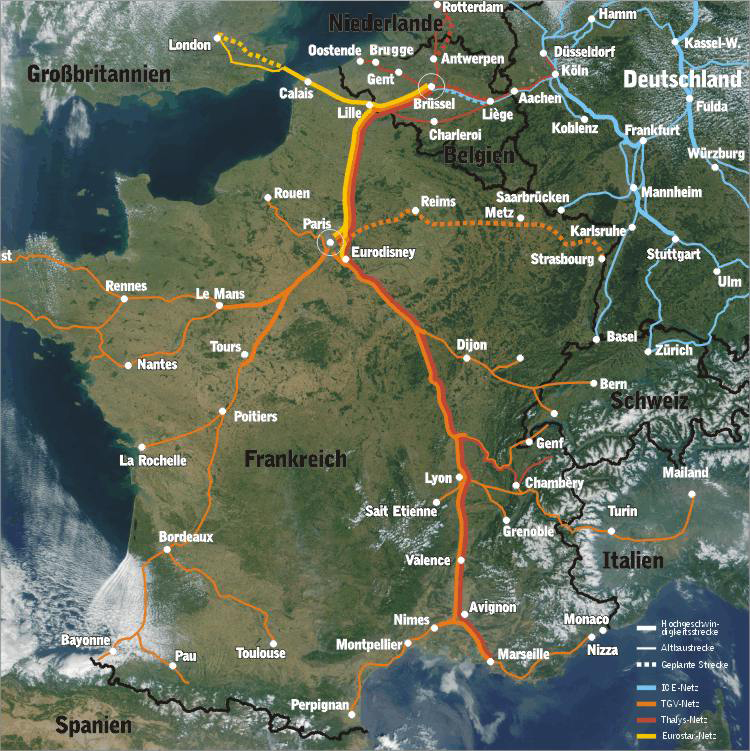
La rete TGV

#### Collegamenti radiali
LGV Ligne à Grande Vitesse (Linea ad Alta Velocità)
- LGV Sud-Est da Parigi (Gare de Paris Lyon) collega:
  - Lione– Perrache via Le Creusot TGV, Mâcon – Loché TGV, Lione-Part-Dieu; alcuni treni continuano fino a Saint-Étienne–Châteaucreux.
  - Digione via Montbard; alcuni treni continuano verso Montbéliard e il Jura.
- LGV Alpes: da Parigi (Gare de Paris Lyon) collega:
  - Grenoble via Lione – Saint-Exupéry TGV;
  - Annecy via Culoz o Chambéry, Aix-les-Bains;
  - Bourg-Saint-Maurice via Albertville, Moûtiers, Aime-la-Plagne, Landry;
  - Modane via Chambéry, Saint-Jean-de-Maurienne; e successivamente Torino e Milano
  - Saint-Gervais via Annecy, Cluses, Sallanches;
  - Évian via Culoz, Bellegarde-sur-Valserine, Annemasse, Thonon-les-Bains;
- LGV Méditerranée da Parigi (Gare de Paris Lyon) collega:
  - Marsiglia–Saint-Charles su linea ad alta velocità, via Lione – Saint-Exupéry, Valence TGV, Avignone TGV e Aix-en-Provence TGV; alcuni servizi continuano (su linea classica) fino a Nizza via Tolone, Cannes, e Antibes e anche fino a Ventimiglia (Italia) via Monaco;
  - Nîmes su linea ad alta velocità poi Montpellier su linea classica; alcuni servizi continuano fino a Perpignano (sempre su linea classica) via Sète, Agde, Béziers e Narbonne;
- LGV Atlantique da Parigi (Gare Montparnasse) collega:
  - Tours (stazione di Saint-Pierre-des-Corps) ad alta velocità, via Massy TGV e Vendôme; poi su linea classica adattata:
    - Futuroscope, Châtellerault, Poitiers, Ruffec, Angoulême, Libourne e Bordeaux;
    - La Rochelle, via Poitiers, Saint-Maixent-l'École, Niort, Surgères;
    - Tolosa, via Bordeaux, Agen e Montauban;
    - Hendaye e Irun, via Bordeaux, Dax, Bayonne, Biarritz e Saint-Jean-de-Luz;
    - Tarbes, via Dax, Orthez, Pau e Lourdes;

  - Le Mans ad alta velocità; poi su linea classica adattata:
    - Rennes, via Laval e Vitré; alcuni sono prolungati fino a Brest via Saint-Brieuc e Lannion, e fino a Quimper via Vannes, Lorient e Saint-Malo;
    - Nantes, via Angers; alcuni sono prolungati fino a Le Croisic;
      - Dal 2000 al 2004, alcuni TGV Atlantique sono prolungati da Nantes a Les Sables-d'Olonne, su una linea non elettrificata, guidati da locomotive diesel CC72000
- LGV Nord da Parigi (Gare du Nord), collega:
  - Lilla (stazioni di Lilla Europa e Lilla Fiandre); alcuni servizi continuano verso Tourcoing via Croix – Wasquehal e Bruxelles e verso Boulogne via Calais-Fréthun e Calais-Ville;
  - Arras ad alta velocità; poi su linea classica:
    - Lens, Béthune, Hazebrouck e Dunkerque;
    - Douai e Valenciennes;
- LGV Est européenne da Parigi (Gare de l'Est), collega:
  - Reims (stazioni di Reims e di Champagne-Ardenne TGV); alcuni treni proseguono su linea classica fino a Rethel, Charleville-Mézières e Sedan;
  - Bar-le-Duc via Châlons-en-Champagne e Vitry-le-François;
  - Metz (ad alta velocità, poi su linea classica a partire da Vandières); alcuni treni proseguono su linea classica fino a Thionville e Lussemburgo;
  - Nancy (ad alta velocità, poi su linea classica a partire da Vandières); alcuni treni proseguono su linea classica fino a Épinal e Remiremont, altri fino a Saint-Dié-des-Vosges
  - Strasburgo (ad alta velocità, poi su linea classica a partire da Baudrecourt); alcuni treni proseguono su linea classica fino a Stoccarda e Monaco di Baviera, altri fino a Colmar, Mulhouse, Basilea e Zurigo.

#### Collegamenti trasversali

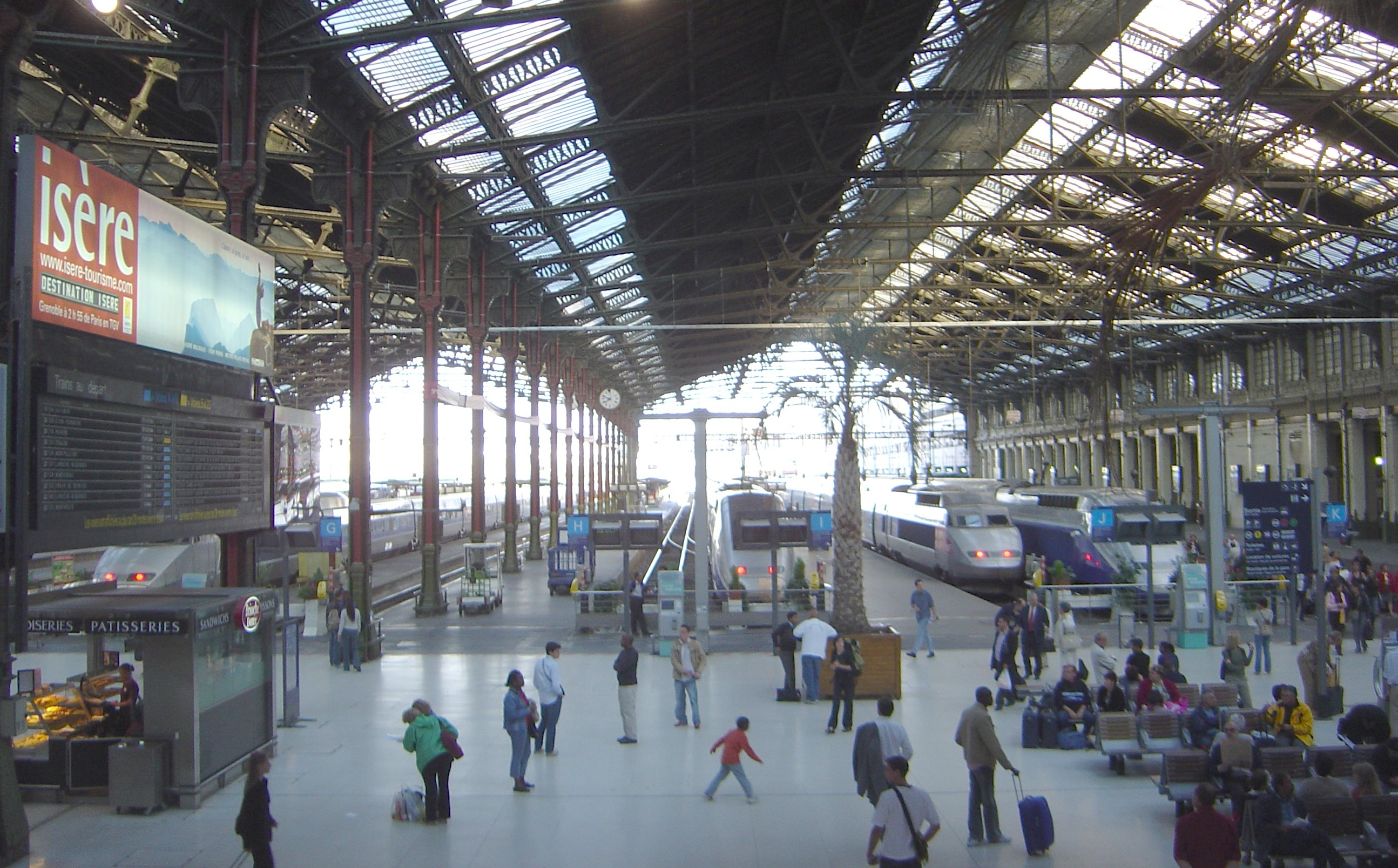
Parigi-Gare de Lyon, la stazione principale di partenza dei TGV

- imperniati sull'Interconnessione est di Parigi (LGV Interconnexion Est) collegando le stazioni di Roissy-Charles de Gaulle e Marne-la-Vallée-Chessy):
  - Bruxelles – Perpignano e Bruxelles – Tolosa via Lille, Lione, Montpellier;
  - Bruxelles – Nizza via Lille, Lione, Marsiglia;
- transitanti per Massy TGV:
  - Marsiglia – Nantes e Marsiglia – Brest, via Lione-Part Dieu e Le Mans;
- transitanti per Massy-Palaiseau:
  - Marsiglia – Lione – Le Havre via Versailles, Mantes e Rouen;
- imperniati sull'Interconnessione est di Parigi e transitanti per Massy TGV:
  - Lilla – Hendaye e Lilla – Tolosa via Saint-Pierre-des-Corps, Poitiers, Angoulême e Bordeaux;
  - Bruxelles – Bordeaux via Lilla, Saint-Pierre-des-Corps, Poitiers e Angoulême;
  - Lilla – Nantes e Lilla – Rennes via Le Mans;
- altri collegamenti trasversali:
  - Marsiglia – Tolosa, via Montpellier;
  - Lione – Marsiglia;
  - Metz – Nizza, via Digione, Mâcon e Lione;
  - Strasburgo – Marsiglia, via Mulhouse, Besançon, Lione;
  - Montpellier – Ginevra via Lione-Part Dieu;
  - Nizza – Ginevra via Lione-Part Dieu;
  - Bordeaux – Digione, via Tolosa, Montpellier e Lione-Part Dieu.

### Collegamenti internazionali

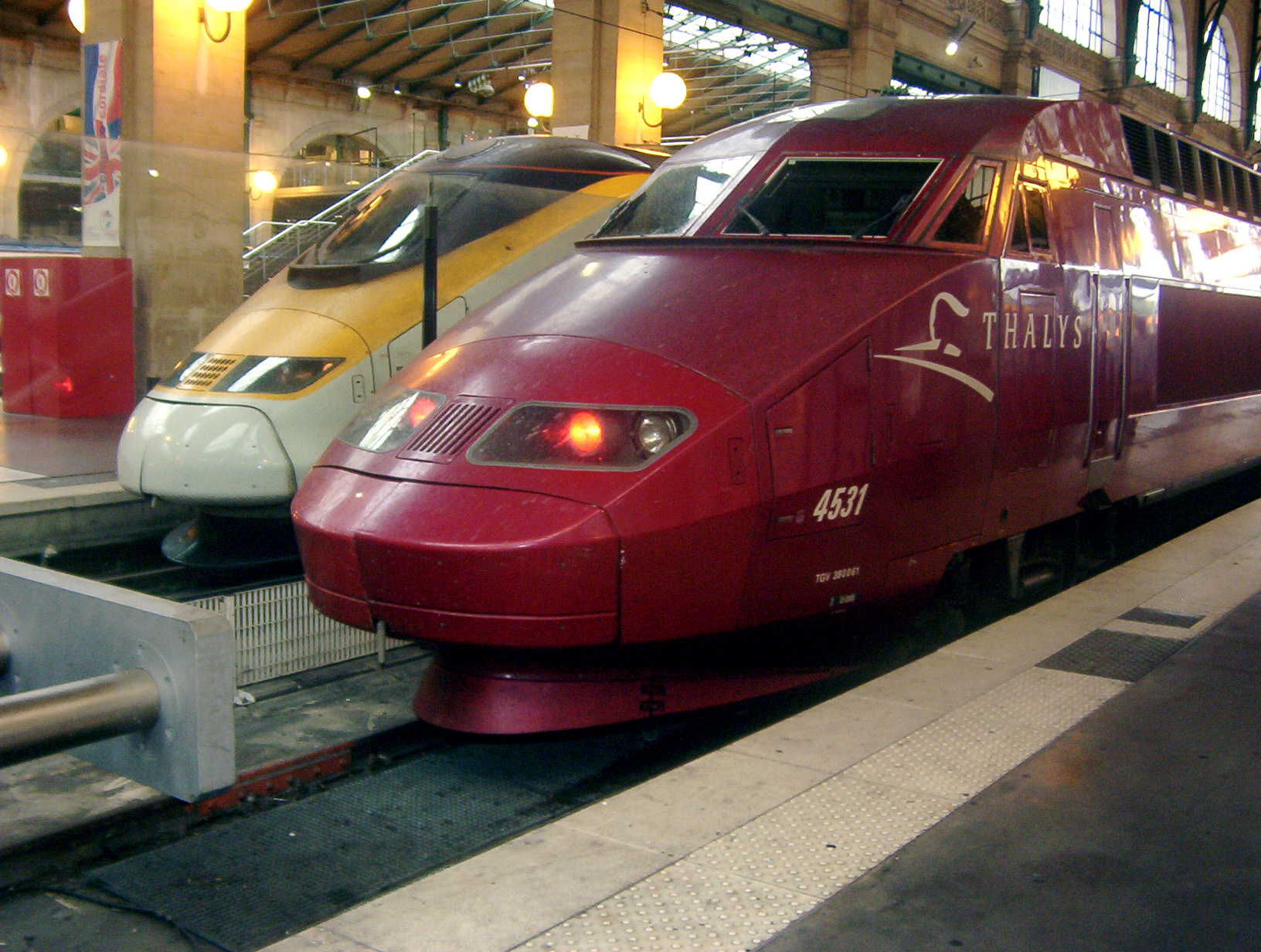
Un Eurostar e un Thalys affiancati alla Gare du Nord

Questi collegamenti sono assicurati dalla SNCF nel contesto degli accordi internazionali per i quali sono state create strutture sotto forma di GEIE (Gruppo europeo di interesse economico).

#### Thalys: Francia, Belgio, Paesi Bassi, Germania
In partenza da Parigi (Gare du Nord) Thalys collega:
- Bruxelles-Midi;
- Colonia via Liegi, Aquisgrana;
- Amsterdam via Anversa, Rotterdam, Schiphol;
- Ostenda, via Gand e Bruges;
- la dorsale vallona (Mons, Charleroi, Namur, Liegi).

In partenza da Bruxelles-Midi:
- Roissy e Marne-la-Vallée;
- Marsiglia e le Alpi (Bourg-Saint-Maurice) stagionalmente.

#### Eurostar: Francia, Belgio, Gran Bretagna
Servizi concernenti il tunnel sotto la Manica e le nuove linee verso Parigi e Bruxelles (in Gran Bretagna è aperta dal novembre 2007 una nuova tratta da Folkestone a Londra):
In partenza da Londra-St Pancras, collegamento via Ashford, Calais-Fréthun, Lilla-Europe con:
- Parigi (Gare du Nord);
- Bruxelles-Midi;
- le Alpi (Bourg-Saint-Maurice) in servizio stagionale;
- Avignone (una andata e ritorno settimanale nei mesi di luglio e agosto).

#### TGV Lyria: Francia, Svizzera

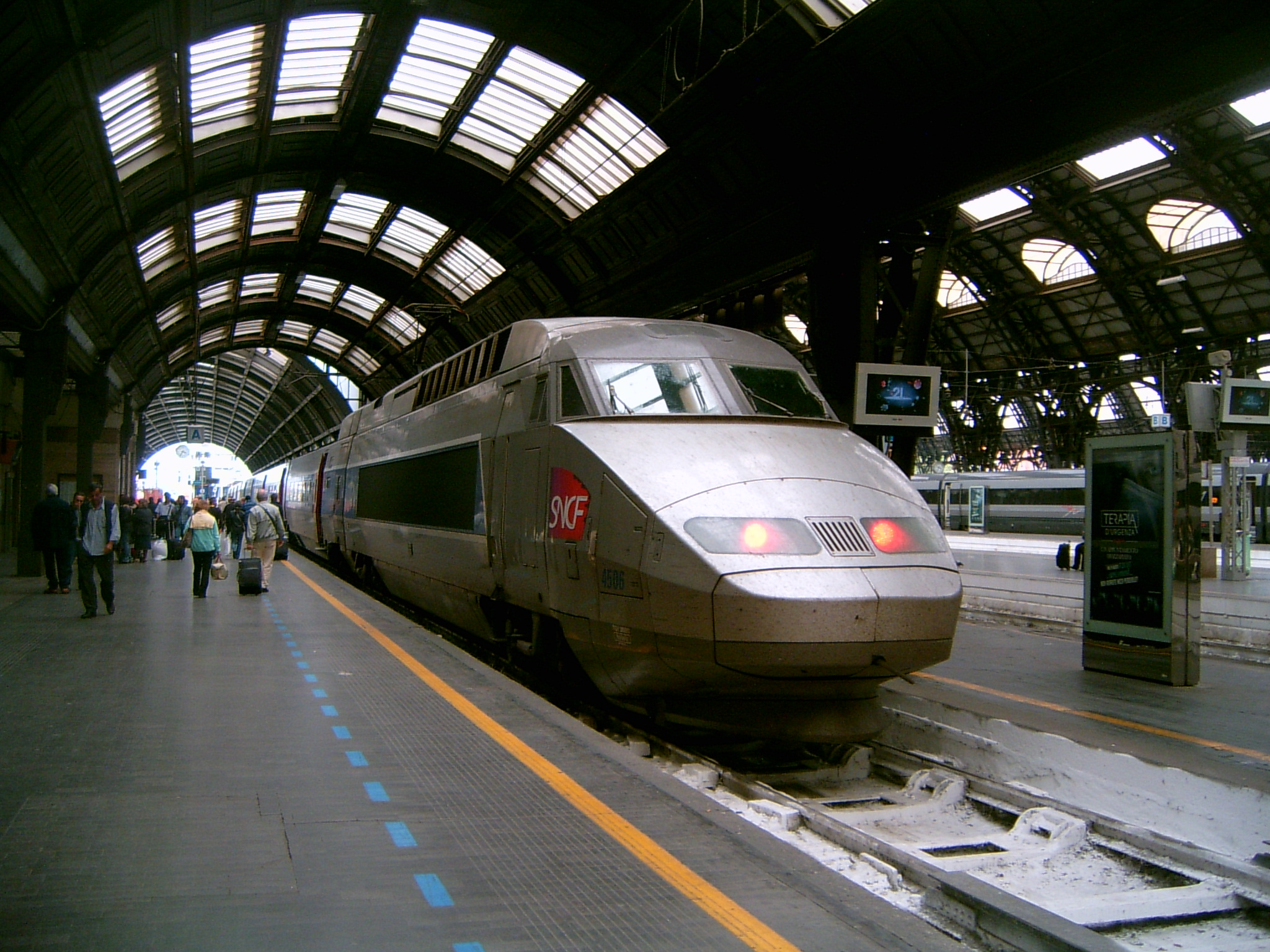
TGV nella stazione di Milano Centrale

Lyria è una joint venture tra SNCF e le Ferrovie Federali Svizzere che gestisce i collegamenti in partenza da Parigi (Gare de Lyon) verso:
- Ginevra via Mâcon – Loché TGV e Bellegarde;
- Berna e Zurigo, via Digione, Frasne, Pontarlier;
- Losanna, via Digione, Mouchard, Frasne e Vallorbe;
- Briga-Glis via Losanna, Montreux, Aigle, Martigny, Sion e Sierre (Lyria delle nevi).

#### SNCF Voyages Italia (SNCF): Francia, Italia

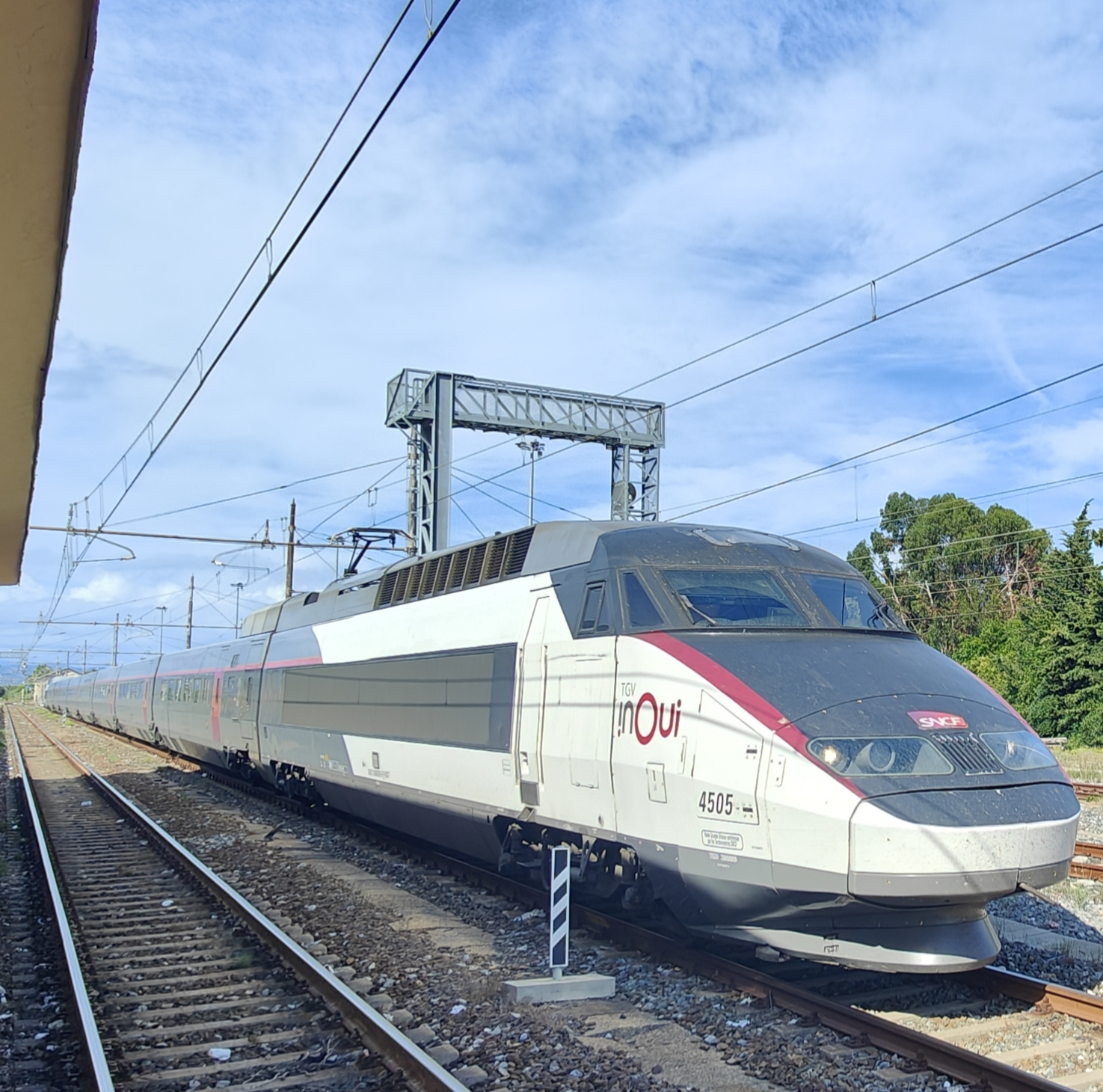
TGV InOui fermo ad Albenga

Treni in partenza da Parigi (Gare de Lyon) verso:
- Bardonecchia, Oulx, Torino, Vercelli, Novara e Milano via Lione, Chambéry e Modane.
- Ventimiglia, via Monaco-Montecarlo e Mentone.

### In progetto o costruzione
1. LGV Est européenne (Parigi – Strasburgo, via Metz e Nancy, con rami verso il Lussemburgo, la Germania e la Svizzera).

L'inaugurazione è stata effettuata il 15 marzo 2007. Su questa linea, il 3 aprile 2007 è stato infranto il record del mondo di velocità su rotaia: il TGV ha raggiunto l'impressionante velocità di 574,8 km/h, l'equivalente di circa 160 m/s.
1. LGV Rhin-Rhône (Strasburgo – Lione)
2. LGV Perpignan-Figueras (Barcellona – Perpignano – Montpellier), connessione TGV-AVE
3. Lyon Turin Ferroviaire (Lione – Chambéry – Torino), connessione TGV-TAV
4. LGV Sud-Ouest Tours – Bordeaux e LGV Bretagne-Pays de la Loire Le Mans – Rennes, estensione della LGV Atlantique
5. LGV Bordeaux-Toulouse (Bordeaux – Tolosa – Narbonne)
6. LGV Sud Europe Atlantique (Bordeaux – confine spagnolo – Vitoria e Irun)
7. Poitiers – Limoges
8. LGV Barreau Picard (Parigi – Amiens – Calais), velocizzazione del collegamento col Regno Unito evitando Lilla e la LGV Nord-Europe.
9. LGV Provence-Alpes-Côte d'Azur (Marsiglia – Nizza)

I collegamenti con Amsterdam e Colonia sono oggi effettuati da Thalys su linee ordinarie che saranno sostituite da nuove linee veloci dedicate. Londra è oggi collegata in Eurostar ai TGV e sarà più velocemente raggiungibile con il parzialmente completato Channel Tunnel Rail Link, linea ad alta velocità Londra – Folkestone.

## I record

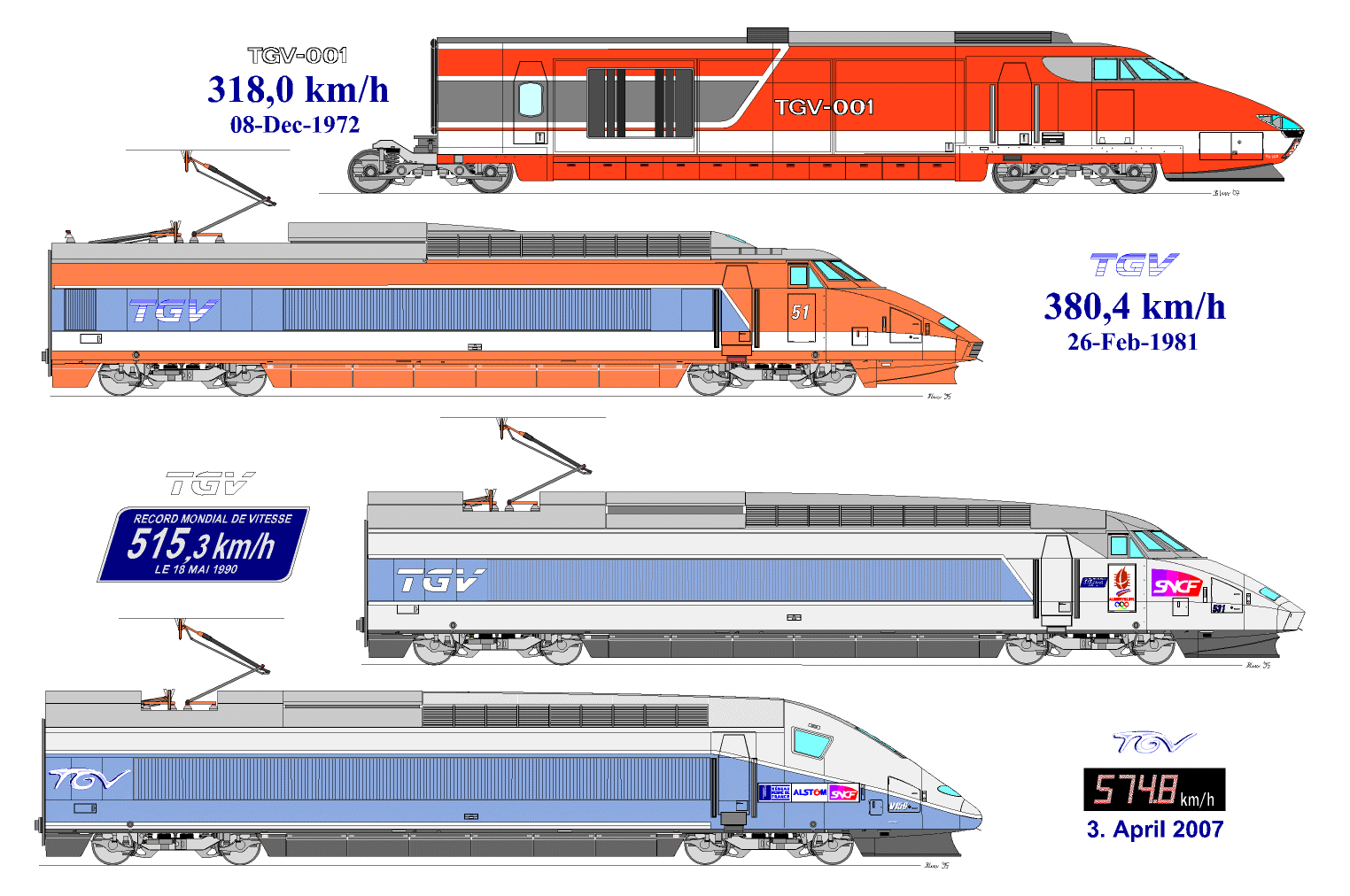
TGV e record di velocità

Il 3 aprile 2007, sulla linea LGV Est Parigi – Strasburgo, il TGV ha raggiunto la velocità di 574,8 km/h stabilendo il nuovo record del mondo di velocità su rotaia con ruote convenzionali. Il record è stato ottenuto con un modello di nuova generazione, il TGV V-150, in una versione sperimentale e pesantemente modificata per migliorarne le prestazioni (come avvenuto per i precedenti record). Il record è stato raggiunto tra le stazioni di Lorraine TGV e Meuse TGV.
Precedentemente lo stesso TGV aveva il record con 553 km/h, raggiunta il 13 febbraio 2007 presso Passavant-en-Argonne da un convoglio non-standard composto da due motrici e da tre carrozze, già superato con 568 km/h sabato 31 marzo.
Il record faceva parte di una campagna di test condotti da Alstom con veicoli TGV POS, effettuata sulle nuove linee a grande velocità LGV Est.
Sempre ad un TGV, l'Atlantique n. 25 (TGV 325), appartiene il precedente record di 515,3 km/h rimasto ineguagliato per oltre 15 anni, ottenuto il 18 maggio 1990 superando a sua volta il precedente record del TGV PSE n. 16.
Il record è stato il risultato di una serie di test denominati Operation 100 (1981), Operation 117 (novembre 1989) e Operation 140 (maggio 1990) dall'obiettivo di velocità in metri al secondo da raggiungere.
Il record, ottenuto sulla tratta Vendôme – Loire è stato omologato, ma è stato oggetto di numerose critiche a causa del fatto che le condizioni non fossero quelle di reale operatività del mezzo:
- Il treno era stato modificato allo scopo di renderlo più aerodinamico: era stata eliminata la simmetria e le due testate erano state ottimizzate per il funzionamento in testa e in coda al convoglio. Sul veicolo di testa venne rimosso il pantografo per migliorare la penetrazione, mentre su quello di coda venne aggiunto uno spoiler. Furono inserite delle carenature sul collegamento tra le carrozze e vennero rimosse alcune delle apparecchiature montate sul tetto del treno. Si stima che queste modifiche abbiano migliorato del 10% il coefficiente aerodinamico.
- Il convoglio era stato accorciato a sole 3 carrozze più le due testate, quindi non era più corrispondente ad alcuna della configurazioni operative dei mezzi TGV in circolazione (composti da minimo 10 carrozze più le motrici): 240 tonnellate in meno e meno della metà della lunghezza.
- I carrelli, l'ammortizzazione, l'impianto frenante e la trasmissione dei mezzi vennero modificati, rendendoli capaci di maggiori prestazioni alle alte velocità. Vennero aumentati il diametro delle ruote e il rapporto di trasmissione, rendendo il mezzo meno efficiente ma adatto a velocità massime più alte.
- L'elettronica di bordo e i trasformatori vennero sostituiti con apparecchiature di prestazioni superiori. Una carrozza venne spogliata degli arredi per alloggiare alcune apparecchiature di test.
- Il record venne tentato su una tratta pensata appositamente (invece che su una normale tratta operativa) con sbancamenti maggiorati e un'inclinazione media in discesa del 2,5%.
- La tensione elettrica sulla linea per l'occasione venne innalzata da 25 kV a 29,5 kV.
- Il filo della catenaria venne teso di oltre il 50% in più rispetto alle normali condizioni operative, per ridurre le oscillazioni e quindi i danni al pantografo e al cavo. Anche il pantografo Faiveley venne modificato per adattarsi alle velocità maggiori e alla catenaria più tesa.

Nonostante la dichiarazione delle SNCF che la corsa non aveva provocato danni alla linea, ci sono prove fotografiche e documentali che dimostrano come in realtà si rese necessario un riallineamento di parte dei binari.
Il TGV possiede anche il record di velocità media su lunga distanza.
Il primato è detenuto da un TGV Réseau, che il 26 maggio 2001 effettuò l'attraversamento nord-sud della Francia da Calais a Marsiglia in sole 3 ore e 29 minuti, con 306 km/h di media.
Si noti che questo record non riguarda la velocità commerciale (cioè la media in condizioni operative), il cui record è detenuto da uno Shinkansen Nozomi con 261 km/h.
Il prototipo del TGV, il TGV 001 a turbina, è attualmente il detentore del primato di velocità per treni non elettrici, con una massima di 318 km/h ottenuta l'8 dicembre 1972 in un test controllato.
Un altro record, questa volta negativo, può essere attribuito ai TGV: il deragliamento più veloce. Il deragliamento del 21 dicembre 1993 con lo svio a 300 km/h è a tutt'oggi l'incidente a maggiore velocità della storia della ferrovia.

## Gli incidenti più gravi

### Sulle linee ad alta velocità
- 14 dicembre 1992, il TGV 920 Annecy – Parigi, utilizzante il convoglio n. 56, deraglia a 270 km/h al passaggio della stazione di Mâcon-Loché TGV (Saona e Loira); la causa materiale è il bloccaggio delle ruote di un carrello, a sua volta dovuto a una deformazione della ruota causata da una precedente frenata di emergenza. Il carrello deraglia su uno scambio ferroviario all'entrata della stazione ferroviaria; nessun ferito tra i passeggeri, ma 25 persone in attesa in stazione vengono leggermente ferite dai sassi proiettati sulla banchina.
- 21 dicembre 1993, il TGV Réseau 511, numero di servizio 7150 Valenciennes – Parigi, deraglia a 300 km/h all'altezza di Ablaincourt-Pressoir (Somme); la motrice di testa e le prime 4 vetture deragliano senza però uscire dalla sede ferroviaria e percorrono 2,3 km trascinate dalla massa del treno. Causa dell'incidente: cedimento di una parte di galleria risalente alla prima guerra mondiale dovuto alle abbondanti piogge; sui 200 passeggeri solo uno fu leggermente ferito e uno venne ricoverato in stato di shock.
- 5 giugno 2000, l'Eurostar 9047 Parigi – Londra, convoglio 3101/2 appartenente alla SNCB, deraglia a circa 300 km/h presso la biforcazione di Croisilles (Passo di Calais), vicino ad Arras; quattro carrozze (su 24) escono dai binari; sui 501 passeggeri, 14 riportano leggere ferite. Una biella di reazione del motore posteriore della motrice di testa fu ritrovata staccata sul luogo dell'incidente; causa materiale: il distacco della biella avrebbe causato la rottura dell'impianto di trasmissione, che abbassandosi avrebbe colpito la massicciata. In seguito la frenata avrebbe causato il deragliamento di altri 3 carrelli, tra cui uno della motrice di coda.

### Sulle linee tradizionali
- 31 dicembre 1983, una bomba esplode nel vestibolo di una carrozza di un TGV PSE in servizio tra Marsiglia e Parigi, all'altezza di Tain-l'Hermitage; due morti (attentato attribuito a Carlos "lo Sciacallo"). In concomitanza con l'attentato sul treno, esplode una bomba anche in stazione a Marsiglia, causando altri 3 morti e decine di feriti
- 28 settembre 1988, il TGV 736 Grenoble – Parigi urta a 105 km/h un trasporto eccezionale stradale, che trasporta un trasformatore elettrico di 100 tonnellate, bloccato su un passaggio a livello a Voiron (Isère); la DDE (Direction départementale de l'Équipement) non ne aveva autorizzato il transito a quel passaggio a livello; l'impatto fu molto violento a causa della grandezza dell'autocarro coinvolto; due morti (il macchinista del TGV e un passeggero) e 25 feriti tra i passeggeri. Il TGV trasportava 300 persone. Il convoglio 70, battezzato "Melun", fu distrutto, ad eccezione della motrice 23140, attualmente in servizio di riserva per i TGV bicorrente. In seguito a questo incidente, vennero innalzati notevolmente gli standard di sicurezza con l'inserimento sulle testate di casse di assorbimento per gli urti.
- 4 gennaio 1991, in seguito ad un guasto all'impianto frenante, il treno 360, partito vuoto dal deposito di Châtillon, viene instradato su un binario libero con il risultato finale di farlo incastrare a 60 km/h contro una banchina destinata al carico delle auto nella stazione di Paris – Vaugirard. La motrice 24119 fu distrutta e i vagoni 1 e 2 gravemente danneggiati. Non ci fu alcuna vittima e il convoglio venne ricostruito.
- 13 agosto 1995, il convoglio TGV Atlantique 394, in corsa da Parigi a Brest con numero di servizio 8737, in prossimità di Vitré colpisce a 140 km/h un trattore agricolo rimasto bloccato tra le barre del passaggio a livello. La frenata rapida fermò il convoglio a oltre un chilometro e mezzo di distanza, evitando il deragliamento e provocando la distruzione del musetto del treno, della catenaria e di parte dei binari, ma senza causare nessuna vittima.
- 25 settembre 1997, il TGV PSE 7119 Parigi – Dunkerque, convoglio 502, investe a 130 km/h una macchina asfaltatrice da 70 tonnellate immobilizzata su un passaggio a livello nei pressi di Bierne. Il treno viaggiava con un ritardo di 80 minuti, dovuto ad uno sciopero. Solo 6 passeggeri e il macchinista furono feriti e la motrice 28004 venne radiata: il bilancio poteva essere peggiore senza le precauzioni prese dopo l'incidente del 1988. Le parti del treno recuperate furono in seguito usate per integrare i resti di un Thalys coinvolto in un incidente simile nel 1998.
- 11 ottobre 1997, sul TGV PSE 15 Lione – Parigi n. 664, un incendio sulla motrice di testa presso Montchanin rende necessaria la fermata di emergenza e l'evacuazione del treno. Nessun ferito; le cause restano ancora ignote.
- 19 novembre 1997, un TGV in servizio tra Brest e Parigi colpisce un semirimorchio carico di carbonato di calcio fermo presso Laval, causando gravi danni alla linea e ribaltando la prima carrozza. 6 feriti.
- 9 maggio 1998, il TGV Thalys n. 4345, treno 9344 da Amsterdam a Parigi, travolge la motrice di un camion che tentava di attraversare un passaggio a livello incustodito. Due carrozze deragliarono, ci furono 6 feriti, mentre il conducente del camion morì nell'incidente. Il treno venne ricostruito unendo le carrozze superstiti a quelle di un altro TGV incidentato nel 1997.
- 29 novembre 1998, appena dopo la partenza, un TGV Atlantique Brest – Parigi investe a 120 km/h un semirimorchio fermo sui binari. Nessun ferito.
- 5 gennaio 2001, il TGV Atlantique n. 8720 Brest – Parigi, alle ore 6.49, urta una frana fangosa che aveva travolto i binari. Nonostante la poca visibilità, il macchinista riesce ad avvistarla in tempo, rallentando a 120 km/h prima dell'urto. La frenata rapida provoca lo sviamento della carrozza di testa, ma limita i danni.
- 31 ottobre 2001, il TGV 8515 Parigi – Irùn, convoglio n. 363, deraglia a Saubusse (Landes) tra Dax e Bayonne a 130 km/h; le 10 vetture deragliano e la motrice posteriore 24125 si adagia sulla massicciata. Causa materiale: un binario rotto. Sui 422 passeggeri, sei furono feriti lievemente.
- 30 gennaio 2003, il TGV Dunkerque – Parigi urta a 106 km/h un mezzo pesante bloccato al passaggio a livello di Esquelbecq; la motrice subisce i danni maggiori, tra cui lo svio di un carrello. Solamente il conduttore del treno lamenta[senza fonte] lievi ferite.

Dopo il primo incidente sono stati fatti molti sforzi per cercare di eliminare tutti i passaggi a livello sul percorso dei TGV, in particolare sulla linea TGV Atlantique, circolante su linea ferroviaria classica tra Tours e Bordeaux via Poitiers e Angoulême.

### Altri incidenti
Altri incidenti sono legati al TGV. Ecco un elenco parziale:
- 2 persone uccise mentre tentavano di salire su treni in movimento
- 2 incendi di dimensioni contenute e un incendio doloso a un mezzo in sosta
- 2 incidenti a passeggeri rimasti coinvolti nell'apertura di una porta ad alta velocità
- un passeggero in stazione colpito da un pezzo di ammortizzatore staccatosi durante il passaggio di un TGV
- un attentato dinamitardo fallito
- un incidente con un pezzo di cemento abbandonato sulla linea
- la rottura di un finestrino colpito da un pezzo staccatosi dalla motrice
- tre collisioni in manovra o per mancato inserimento del freno di stazionamento